# Наджи, Фетхи
Фетхи Наджи ((тур. Fethi Naci), имя при рождении Исмаил Наджи Калпакчиоглу (тур. İsmail Naci Kalpakçıoğlu), 3 апреля 1927 — 23 июля 2008) — турецкий литературный критик.

## Биография
Родился 3 апреля 1927 года в иле Гиресун. После окончания средней школы в Гиресуне продолжил учёбу в Эрзуруме, там окончил лицей. Затем поступил на Экономический факультет Стамбульского университета, который окончил в 1949 году. Принимал участие в политических движений, был членом молодёжной ассоциации высшего образования. В 1951 году был арестован за политическую деятельность, но через полтора месяца тюремного заключения был отпущен без предъявления обвинений. После окончания университета для возмещения государственного займа на обучение работал на фабрике, входящей в холдинг «Sümerbank». Затем до 1965 года работал финансистом в частной сфере.
После 1965 года занимался исключительно написанием и изданием книг. Основал издательство «Gerçek Publishing House», действовавшее до конца 1990-х годов.
В 1976 году жена и единственный ребёнок Наджи погибли в результате ДТП, в 1982 году он женился второй раз.
Умер 23 июля 2008 года в Стамбуле.

### Вклад в литературу
Первую критическую статью написал в 1946 году, она была посвящена сборнику стихов «Kapalı Çarşı», написанном Бехчетом Неджатигилем.
Фетхи Наджи считался представителем марксистского подхода в литературной критике, но он не был сторонником идеологического подхода. Так, например, Наджи более высоко оценивал стиль придерживавшегося националистических взглядов Тарыка Бугра, чем симпатизировавшего марксизму Кемаля Тахира. Первоначально Наджи пытался придерживаться в литературной критике идей маркистского идеолога Георгия Плеханова, но со временем выработал собственный стиль.
Помимо трудов в сфере литературной критики, написал ряд работ об экономических проблемах Турции.
В 1959 году был признан критиком года по мнению читателей журнала «Dost».